# Brometo de magnésio
Brometo de magnésio (MgBr2) é um composto químico de magnésio e bromo que é branco e deliquescente. É frequentemente utilizado como um sedativo leve e como um anticonvulsivo para o tratamento de perturbações do sistema nervoso. É solúvel em água e pouco solúvel em álcool. Pode ser encontrado naturalmente em pequenas quantidades em alguns minerais, tais como: bischofita e carnalita, e na água do mar, tal como a do Mar Morto.

## Síntese
Brometo de magnésio pode ser sintetizado por reacção de ácido bromídrico com óxido de magnésio e cristalizando-se o produto. Também pode ser produzido pela reação de carbonato de magnésio e ácido bromídrico, e recolhendo-se o sólido resultante após evaporação.
Uma via alternativa é a adição de magnésio a uma solução de amônia líquida e brometo de sódio, em seguida, evaporando o solvente e recolhendo-se o precipitado.

## Usos
Brometo de magnésio é utilizado como um catalisador para muitas reacções, tipicamente como um solvente ou utilizado como um reagente de Grignard.[carece de fontes?]